# Jamie Oliver
Pour les articles homonymes, voir Oliver.
James Trevor Oliver, dit Jamie Oliver, né le 27 mai 1975 à Clavering dans le comté d'Essex en Angleterre, est un chef cuisinier et animateur de télévision britannique, surnommé dans son pays natal le Naked Chef (le chef nu). Sa popularité a atteint d'autres pays anglophones comme les États-Unis ou l'Australie.

## Biographie
Jamie Oliver a passé sa jeunesse dans le village de Clavering (Essex). Ses parents y tenaient le restaurant-pub nommé « Cricketers ».
En 1989, il forme un groupe musical, le Scarlet Division, avec Leigh Haggerwood (en) qui est devenu depuis compositeur.
En 1997, il apparaît dans un documentaire sur le restaurant londonien où il travaillait à l'époque, The River Café. C'est à cette occasion que Patricia Llewellyn (en), la productrice de l'émission de cuisine Two Fat Ladies (en), le repère. Jamie Oliver devient alors le cuisinier de l'émission The Naked Chef (en) (produit par la BBC en 1998-1999), qui est un succès.
Son surnom « Naked Chef » (Chef nu) ne vient aucunement d'une supposée simplicité de ses préparations, mais du fait qu'il ne porte jamais de toque, pourtant coiffure traditionnelle des chefs cuisiniers. Si ses préparations culinaires sont, selon les cas, simples ou sophistiquées, la façon de procéder, de préparer, par contre, est effectivement chez lui le résultat d'une réflexion sur la simplification du travail du cuisinier afin de le faciliter. Son succès repose en grande partie sur ce naturel, cette décontraction, qui lui sont propres. Cette attitude est de plus en plus adoptée par de jeunes chefs dans des émissions télévisées au Royaume-Uni.
L'émission Jamie's Kitchen (la cuisine de Jamie) lui permet d'ouvrir à Londres le Fifteen, un restaurant-école où quinze jeunes gens en difficultés sociales peuvent apprendre à gérer un restaurant. Jamie Oliver a depuis ouvert d'autres restaurants reprenant le même principe d'aide aux jeunes en Cornouailles, à Amsterdam et à Melbourne.
Il profite de sa célébrité pour s'attaquer au problème de la qualité nutritionnelle des cantines scolaires britannique, avec le soutien de Cherie Blair, épouse de l'ancien Premier ministre (du 2 mai 1997 au 27 juin 2007). Début 2005, à travers la série de télé-réalité Jamie's School Dinners, il montre la réalité de ces repas dans une écoles du sud de Londres : frites, hamburgers, beignets, repas réchauffés au micro-ondes semblent être le lot commun d'écoliers refusant de manger fruits et légumes. Fin mars 2005, le ministre de l'Éducation annonce un investissement de 280 millions de livres sur trois ans pour les repas scolaires, tout en niant y être poussée par la campagne de Jamie Oliver.
En mars 2014, l'un de ses établissements, le Barbecoa Butcher, fait l'objet d'un contrôle sanitaire de la Food Standards Agency (agence étatique de sécurité alimentaire britannique) qui lui donne la note inquiétante de 1/5.

### Carrière télévisuelle
Sur la BBC, la série des Naked Chef le fait connaître : The Naked Chef, Return of the Naked Chef et Happy Days with the Naked Chef.
Passé sur Channel Four, il montre la création et la vie du restaurant Fifteen dans Jamie's Kitchen (2002) et Return to Jamie's Kitchen, et la réalité des cantines scolaires dans Jamie's School Dinners.
Ses programmes sont diffusés dans une quarantaine de pays, dont les États-Unis sur la chaîne Food Network,le Québec sur Zeste, aussi la France sur Cuisine.tv, puis sur Gulli depuis le 3 janvier 2011.

### Famille
Jamie Oliver épouse Juliette « Jools » Norton en 2000. Ils ont trois filles et deux garçons :
- Poppy Honey Rosie née en 2002 ;
- Daisy Boo Pamela née en 2003 ;
- Petal Blossom Rainbow née en 2009 ;
- Buddy Bear Maurice né en 2010 ;
- River Rocket Oliver né en 2016.

## Publications
Plusieurs livres sont parus compilant des recettes des émissions d'Oliver :
- Toqué de cuisine,  (ISBN 2012368816)
- La Cuisine de Jamie Oliver,  (ISBN 2012358136)
- Rock'n Roll cuisine,  (ISBN 2012358284)
- 100 Recettes de saison de mon jardin,  (ISBN 2012375952)
- L'Italie de Jamie,  (ISBN 2012377866)
- Tout le monde peut cuisiner,  (ISBN 2012378072)
- L'Amérique de Jamie,  (ISBN 2012302149)
- Version originale,  (ISBN 2012381278)
- 30 minutes chrono,  (ISBN 2012382738)
- Carnet de Route,  (ISBN 2012303803)
- So British,  (ISBN 2012383963)
- Jamie en 15 minutes,  (ISBN 2012309720)
- Un Noël avec Jamie,  (ISBN 201238546X)
- Cuisine système D avec Jamie,  (ISBN 2012388302)
- Comfort food,  (ISBN 2011775949)

Divers ouvrages ont été co-signés sous le nom Jamie Oliver & Co, comme par exemple :
- Jamie Oliver & Co Viandes & poissons,  (ISBN 2012306454)
- Jamie Oliver & Co Cuisine du monde,  (ISBN 201230642X)
- Jamie Oliver & Co Curry ,  (ISBN 201231192X)
- Jamie Oliver & Co Salades,  (ISBN 2012312519)
- Jamie Oliver & Co Italie,  (ISBN 2012311911)

Il écrit également plusieurs chroniques dans la presse britannique.